# Karo (huyện)
Huyện Karo là một huyện (kabupaten) thuộc tỉnh Bắc Sumatra, Indonesia. Huyện lỵ đóng ở Kabanjahe. Huyện có diện tích km2, sân số theo điều tra năm 2000 là 279.470 người. 60,99% huyện là rừng bao phủ.. Tại huyện này, tiếng Batak Karo được nói cùng tiếng Indonesia. GDP đầu người năm 2005 là 11,65 rupiad Indonesia, tương đương 1200 USD, 74% dân số làm nghề nông, ngành nông nghiệp chiếm 60% GDP Ngành thứ nhì là công việc chính quyền, chiếm 11% GDP khu vực..

## Các đơn vị hành chính
Huyện gồm có phó huyện hành chính (kecamatan) sau:
- Barusjahe
- Berastagi
- Dolat Rakyat
- Juhar
- Kabanjahe
- Kuta Buluh
- Laubaleng
- Mardingding
- Merdeka
- Merek
- Munte
- Naman Teran
- Payung
- Simpang Empat
- Tiga Binanga
- Tiga Panah
- Tiganderket